# Wissant
Wissant, ovvero dal nome neerlandese Witzand (sabbia bianca) è un comune francese di 1 078 abitanti situato nel dipartimento del Passo di Calais nella regione dell'Alta Francia. Si situa al centro dei due promontori noti sotto il nome di Cap Blanc Nez e Cap Gris-Nez.
La città è nominata da Dante Alighieri nella Divina Commedia assieme a quella belga Bruges:
(Dante Alighieri, Inferno, Canto XV)

## Storia

### Simboli
Trae origine dall'emblema descritto nel 1669 da Pierre de La Planche in La Description des provinces et des villes de France dove lo stemma di Wissant è blasonato di rosso, al salmone d'argento, posto in fascia, e nel tempo il salmone è diventato un delfino araldico.

## Monumenti e luoghi d'interesse
- Campo detto di Cesare;
- Chiesa di San Nicola del Quattrocento con una scultura di santa Vilgefortis (Virgo fortis), santa barbuta crocifissa nell'VIII secolo;
- le case bianche tipiche del villaggio di pescatori;
- il mulino ed il museo dei flobart[4] oppure drakkar troncati[non chiaro];
- le case balnearie sul lungomare;
- Il Typhonium, una villa in stile neo-egizio, costruita nel 1891 su una collina dall'architetto belga Edmond De Vigne (1841-1918);
- Sombre, anche Sombres e Basses-Sombres, villaggio già sede parrocchiale. È citato nel resoconto dell'Itinerario di Sigerico; costituiva la LXXX submansio con il nome di Sumeran.

## Cultura

### Cinema
Nel 1962, Claude Lelouch ha girato a Wissant numerose scene del suo secondo film L'amore senza ma....
Nel 2015, il Typhonium ha fatto da sfondo al film Ma Loute di Bruno Dumont, presentato in concorso al Festival di Cannes 2016.

## Società

### Evoluzione demografica
Abitanti censiti